# Greatest & Latest
Greatest & Latest es un álbum de la banda de hard rock estadounidense Warrant lanzado en 1999. El disco contiene nuevas versiones de canciones que la banda ya había grabado previamente, además de material totalmente nuevo como «The Jones», «Southern Comfort» y «Bad Tattoo».

## Lista de canciones
1. «Cherry Pie '99»
2. «The Jones»*
3. «Down Boys '99»
4. «Southern Comfort»*
5. «Hollywood (So Far, So Good) '99»
6. «Uncle Tom's Cabin»
7. «Sometimes She Cries '99»
8. «32 Pennies '99»
9. «Heaven '99»
10. «Thin Disguise '99»
11. «I Saw Red '99»
12. «Bad Tattoo»*
13. «Down Boys (Julian Beeston Remix)» - (pista adicional)
14. «Cherry Pie (Sigue Sigue Sputnik Remix)» - (pista adicional)
15. «32 Pennies (Meeks Remix)» - (pista adicional)
16. «Down Boys (Razed in Black Remix)» - (pista adicional)

## Créditos
- Jani Lane - voz
- Erik Turner - guitarra
- Jerry Dixon - bajo
- Rick Steier - guitarra
- Bobby Borg - batería